# Carl Thomass

Carl Johann Thomass mit 90 Jahren

Carl Johann Thomass (* 30. Mai 1824; † 7. Januar 1917) war ein Juwelier und Unternehmer im München der Gründerzeit. Nicht nur mit seinem Juweliergeschäft am Marienplatz, sondern auch mit Immobilienhandel war er erfolgreich. Als Kommerzienrat und angesehener Münchner Bürger war er Förderer der Wirtschaft und liberales Mitglied des Magistrats.

## Frühe Jahre (1838–1848)

Juweliergeschäft am Münchner Marienplatz (um 1880)

Mitte des Jahres 1838 verließ der 14-jährige Sohn des Säcklers Mathias Thomass seine Heimatstadt Memmingen, um in München ein Handwerk zu lernen. Der Junge blieb bei Jeremias Neustädter, der seine Goldschmiede am Schrannenplatz 29, nahe der Hauptwache, dem heutigen Marienplatz, hatte.
10 Jahre später, am 12. Juli 1848, verkaufte dieser seine Goldarbeiterkonzession seinem langjährigen Gehilfen, dem 24-jährigen Carl Thomass für insgesamt 4500 Gulden.

## Handwerkskunst und Unternehmergeist
Als der junge Carl Thomass die Goldschmiede übernahm, hatte er knapp neun Jahre bei Neustädter gelernt und gearbeitet. Dazu er hatte fast zwei Jahre Wanderschaft hinter sich. Unter anderem in der Schmuckstadt Pforzheim und im schlesischen Reichenbach konnte er bei verschiedenen Goldschmieden seine Kenntnisse und Fähigkeiten erweitern.

## Das Gründungsjahr 1848
Das Jahr 1848 war in München von den politischen Unruhen der Bürgerlichen Revolution und der Abdankung des bayerischen Königs geprägt. Für Carl Thomass bedeutete das Jahr etwas ganz anderes: Sein Schritt in die Selbständigkeit war verbunden mit einer wohl überlegten Heirat. Ohne die Mitgift seiner vier Jahre jüngeren Frau Ursula, Tochter des wohlhabenden Schäffler-Meisters Holzapfel, hätte er die Ablösesumme für den etablierten Betrieb seines Prinzipals in so jungem Alter wohl nicht aufbringen können. Sie betrug annähernd so viel wie das Jahresgehalt eines Bürgermeisters und hätte damals auch für einen soliden Bauernhof gereicht. Am 26. August 1848 erhielt Carl Thomass schließlich durch Magistratsbeschluss die Genehmigung zur Ausübung des Geschäfts und zur Verehelichung. Gleichzeitig wurde er offiziell in die Bürgerschaft aufgenommen.

Anzeige in den Münchner Neuesten Nachrichten 1857

Carl Thomass blieb nicht der Handwerker der ersten Stunde. Wie im 19. Jahrhundert üblich, suchte er die Kunden auch in ihren Bürgerhäusern oder Residenzen auf, um ihnen persönlich schöne Stücke, Edelsteine oder Schmuckzeichnungen zu präsentieren und Aufträge für Anfertigungen von individuellen Ringen oder anderem Geschmeide zu akquirieren. In einer Zeitungsanzeige aus dem Jahr 1857 preist er seine reichhaltige Auswahl an Perlen, Juwelen und Goldwaren am Marienplatz an. Der angesehene Juwelier wurde in den Folgejahren zunehmend mit Immobilienhandel zu einem erfolgreichen Münchner Unternehmer: 20 Jahre nach seiner Hochzeit sah sich Carl Thomass 1868 in der Lage gleich zwei zentrale Häuser zu kaufen: Das „Goldene Lamm“ am Marienplatz 2 und das Haus „zur alten Hauptwache“, Marienplatz 1, in dessen 1. Stock seine Familie schon 1865 eingezogen war. Nach langen Verhandlungen erstand Carl Thomass auch das anschließende Eckhaus an der Kaufingerstraße 37, in dem noch die Hauptwache (die Münchner Polizei) untergebracht war. Erst nach deren Verlegung konnte das Haus aufwändig umgebaut und für Laden und Werkstatt nutzbar gemacht werden. Der Umzug erfolgte schließlich 1875. Im Erdgeschoss, am sogenannten Thomass-Eck befindet sich heute noch der Juwelierladen. Er wird seit 2017 von Werner Blessing und Sibylle Blessing als „Carl Thomass Hofjuwelier und Goldschmiede“ geführt.

## Unternehmer und liberaler Politiker
Carl Thomass war vor allem aber ein politischer Mensch und verstand sich immer als ein moderner Liberaler. Zwischen 1869 und 1875 vertrat er die linksliberale Fortschrittspartei im Landtag. Der Wirtschaft und Gesellschaft der Landeshauptstadt galt sein großes Interesse. Drei Jahre lang (1869–1872) gestaltete er die Stadtpolitik als Magistratsrat mit, „es fand doch die liberale Idee in ihm stets einen eifrigen Förderer“, schrieben die Münchner Neuesten Nachrichten am 7. Januar 1917.
Seine vielseitigen wirtschaftlichen Aktivitäten weisen ihn als sehr aktiven Unternehmer aus: Zusammen mit seinen Söhnen gründete er die Gebrüder Thomass Bierbrauerei, das spätere „Thomassbräu“. Als Mitbegründer der Dampfschifffahrtsgesellschaft des Würmsees (Starnberger See) sowie der Münchner Trambahngesellschaft wurde er durch die Verleihung des Titels „Kommerzienrat“ im Jahr 1894 geehrt. Das Juweliergeschäft hatte er da schon drei Jahre zuvor in die Hände seines ältesten Sohnes Carl übergeben und privatisierte in der Villa am Vogelanger 15 in Starnberg. (Schober, S. 484 und 516) Um 1914 soll sein Vermögen um die 5 Millionen betragen haben.
Die erste Verleihung des Titels „königlich bayerischer Hoflieferant“ im Jahr 1899 stellt einen Höhepunkt in der Geschichte des Juweliergeschäftes dar. Sie ist ein Verdienst des Firmennachfolgers Carl Otto August. 1899 erfolgte zunächst der Eintrag der Firma ins Handelsregister München. Der Hofjuweliertitel musste aktiv beantragt werden und wurde nur an solvente Handelsunternehmen vergeben, die dauerhaft mit Zuverlässigkeit und Qualität hervortraten.
Da er als Liberaler der Monarchie gegenüber eher kritisch eingestellt war, hat ihn der Hofjuweliertitel wohl weniger interessiert. Einladungen an den Hof soll er unter fadenscheinigen Gründen mehrfach abgesagt haben. Er starb als „verdienter Bürger Münchens“, so konnte man am 7. Januar 1917 in den Münchner Neuesten Nachrichten lesen.
Die große Beerdigungsfeier im Beisein von Bürgermeister und Magistratsräten in St. Matthäus und auf dem Südfriedhof fand Resonanz in der örtlichen Presse. König Ludwig III schickte der Familie ein persönliches Beileidstelegramm.

## Der Titel Hofjuwelier
Der Hoftitel diente auch werblichen Zwecken, denn mit ihm war das Recht verbunden, das große königliche Wappen mit Mantel und Ordensketten in der Firma für jeden ersichtlich zu präsentieren: „Kunden konnten davon ausgehen, dass es sich um schuldenfreie Betriebe mit bestem moralischem, familiärem und staatsbürgerlichem Leumund handelte, deren Waren und Dienstleistungen strengen Auflagen genügten“, schreibt Marita Kraus über die königlich bayerischen Hoflieferanten.
Die Prüfung darüber oblag ab 1851 einer demokratisch zusammengesetzten „Hoftitelcomission“, in der der Bürgermeister, der Polizeidirektor und der Obersthofmeister mit entschieden, wer den begehrten Titel bekam. Denn keineswegs wurde allen Gesuchen stattgegeben. Im Jahr 1899 wurden über 1000 Anträge gestellt, aber nur 395 genehmigt, davon knapp 180 in München. Darunter war Carl Thomass Junior.
Prinz Luitpold von Bayern vergab erstmals durch den Oberhofmeister den persönlichen Titel an Carl Thomass. Das wurde im Jahre 1917 erneuert. Die Urkunde hierzu ist nicht erhalten, aber im Familienbogen des Stadtarchivs steht in Sütterlin zu lesen: „zum Hoflieferanten seiner Königlichen Hoheit Prinz Luitpold von Bayern ernannt lt.N.v. k. Oberhofmarschall...7.12.99“. München
Offenbar belieferte der Hofjuwelier auch Adlige über die bayerischen Landesgrenzen hinaus, denn für seine Verdienste verlieh ihm das Herzogtum Braunschweig-Lüneburg 1914 das „Herzoglich Braunschweigisch-Lüneburgische Hofjuwel“.
Bis 1920 leitete Carl als Hofjuwelier die Geschicke der Firma Carl Thomass erfolgreich durch Weltkriegswirren in die neue Republik. Er überlebte seinen Vater jedoch nur drei Jahre. Nach seinem Tod übernahm sein jüngerer Bruder Fritz Thomass das Traditionsgeschäft am Marienplatz.
Im Jahr 1986 erlosch mit dem Tod der kinderlosen Juwelierswitwe Maria Thomass (später verheiratete Häusler) dieser Zweig der Familie Thomass. Die Firma wird seither nach alter Tradition jeweils von den erfolgreichen Meistern übernommen und weitergeführt. Im April 2017 übergab Inhaber Erich Jocher an seinen langjährigen Goldschmiedemeister Werner Blessing, der seit 2017 das Juweliergeschäft am Marienplatz als Carl Thomass Hofjuwelier und Goldschmiede führt.